# Il Mattino di Padova
Il Mattino di Padova (le Matin de Padoue) est un quotidien italien, de Padoue, qui diffuse à plus de 30 000 exemplaires de moyenne (sept. 2005). Il appartient au Gruppo Editoriale Espresso (qui publie aussi L'espresso).